# テロワール

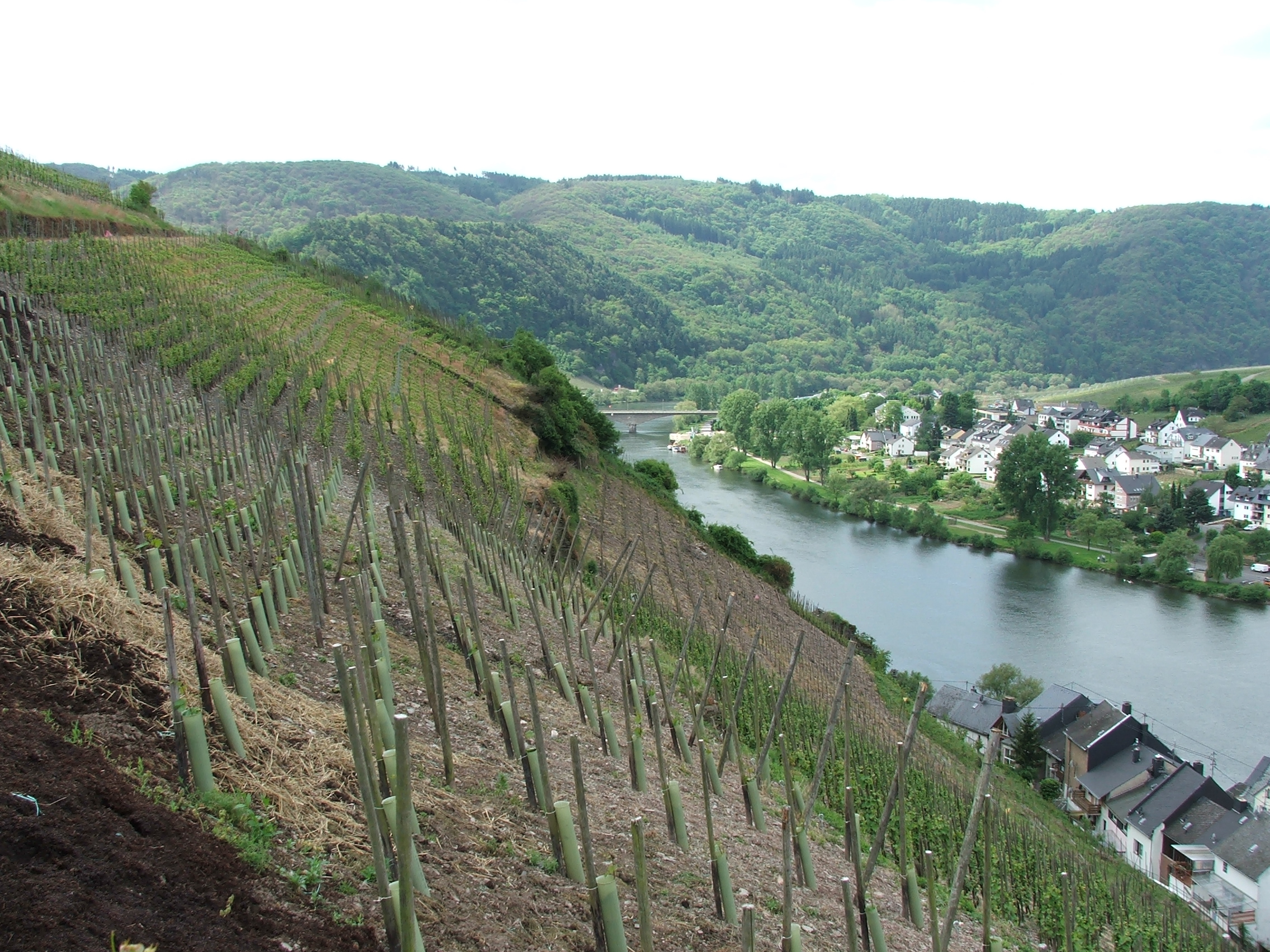
急勾配を土壌改良した事、モーゼル川近くにある影響が、このドイツワインのテロワールである

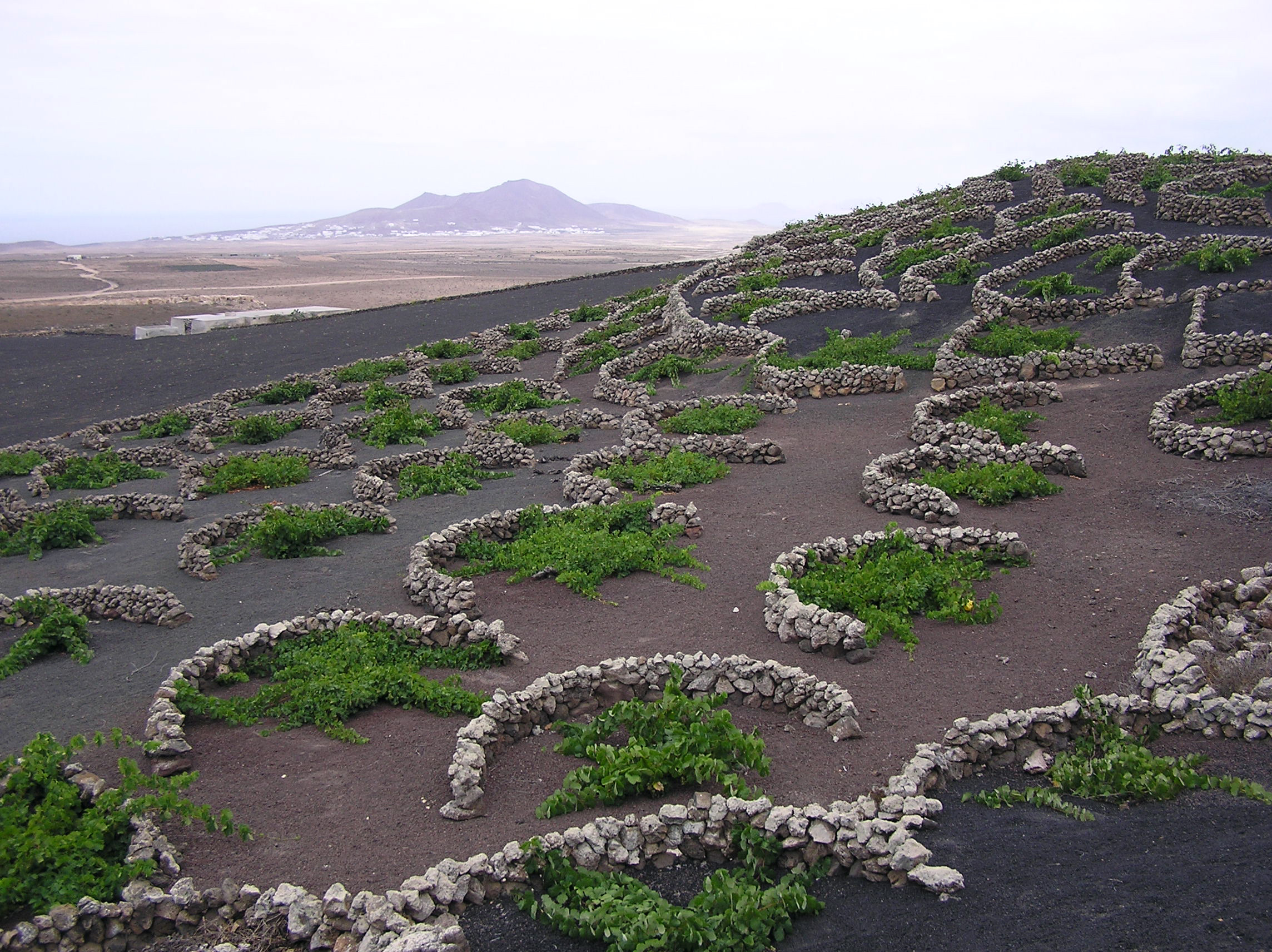
カナリア諸島ランサローテ島の火山礫で覆われた表土で育てられるワイン用マルヴァジア葡萄。低い半円の壁は常に吹く乾いた風から葡萄を守るためのもの

テロワール（terroir）とは、もともとは「土地」を意味するフランス語terreから派生した言葉で、ワイン、コーヒー、茶などの品種における、生育地の地理、地勢、気候による特徴を指す語である。
同じ地域の農地は土壌、気候、地形、農業技術が共通するため、作物にその土地特有の性格を与える。
日本語では「テロワール」と片仮名転写してそのまま用いられているが、その作物における「生育環境」「産地特性」とでもいうことができる。英語では、フランス語起源の外来語であるためしばしばイタリック体で書かれる。

## 起源
何世紀にもわたって、フランスのワインメーカーは、異なる地域のブドウ園、または同じブドウ園の異なる区画のワインの違いを観察し、作る場所の独特の環境を示す用語として、テロワールの概念を形成していった。
このような考えは古くからあり、古代ギリシャ人も作られた地域をスタンプアンフォラで差別化することが行われていた。何世紀にもわたって、ベネディクト会とシトー会の学識と経験を持った人々が、ブルゴーニュ地方の多くのブドウを栽培している。このような広大な土地を保有する修道士たちは、様々な土地が及ぼす生産されたワインへの影響を観察することが可能であった。伝説によれば、修道士は「土を味見する」ことまでした。長い年月をかけたそれらの研究の結果、テロワールの概念が確立した。

## 要素
ワインの専門家による正確な定義付けはなされていないが、人間の制御を超えた自然の要素について特に気にしている。テロワールの要素としてよく記述されるものとしては、
- 気候
- 土壌の質（英語版）
- 地形学
- そばで育っている植物（コンパニオンプランツなど）

が挙げられる。

## 国内テロワール確立例
山梨県（ワイン、日本酒）
ワイン県やまなしの「テロワール」とは？山梨の取り組みや、テロワールが育む味わいについて説明
山梨県の日本酒テロワールとは